# Cantón de Saint-Junien-Este
El cantón de Saint-Junien-Este era una división administrativa francesa, que estaba situada en el departamento de Alto Vienne y la región de Limusín.

## Composición
El cantón estaba formado por cinco comunas, más una fracción de la comuna que le daba su nombre:
- Javerdat
- Oradour-sur-Glane
- Saint-Brice-sur-Vienne
- Saint-Junien (fracción)
- Saint-Martin-de-Jussac
- Saint-Victurnien

## Supresión del cantón de Saint-Junien-Este
En aplicación del Decreto nº 2014-194 de 20 de febrero de 2014, el cantón de Saint-Junien-Este fue suprimido el 22 de marzo de 2015 y sus 6 comunas pasaron a formar parte del nuevo cantón de Saint-Junien.